# نقار أصفر العرف
نقار أصفر العرف (الاسم العلمي: Picus chlorolophus) (بالإنجليزية: Lesser Yellownape)‏ هو نوع من الطيور يتبع جنس النقار الحقيقي من الفصيلة النقارية الحقيقية.